# Pterolophia kiangsina
Pterolophia kiangsina là một loài bọ cánh cứng trong họ Cerambycidae.